# متاپنوموویروس
متاپنوموویروس (به انگلیسی: Metapneumovirus) سرده‌ای از ویروس‌ها از خانواده پنوموویریده است.